# Josh Tymon
Josh Tymon, né le 22 mai 1999 à Kingston upon Hull en Angleterre, est un footballeur anglais qui évolue au poste d'arrière gauche à Swansea City.

## Biographie

### En club
Né à Kingston upon Hull en Angleterre, Josh Tymon est formé par le club de sa ville natale, Hull City. Il joue son premier match en professionnel le 30 janvier 2016, à l'occasion d'une rencontre de FA Cup contre le Bury FC. Il est titularisé et son équipe s'impose par trois buts à un. 
Le 5 juillet 2017, Josh Tymon s'engage en faveur de Stoke City pour un contrat de cinq ans.
Le 30 janvier 2018 il est prêté jusqu'à la fin de la saison au MK Dons.
Il inscrit son premier but pour Stoke City le 21 août 2021, lors d'un match de championnat face à Nottingham Forest. Unique buteur de la partie, il donne ainsi la victoire à son équipe,. Le 26 novembre 2021, Tymon signe un nouveau contrat avec Stoke City, le liant au club jusqu'en juin 2025. Il s'impose comme un joueur clé de Stoke City lors de la saison 2021-2022 malgré une campagne décevante où l'équipe termine 14e du championnat.
Le 1er septembre 2023, dans les dernières heures du mercato estival, Josh Tymon quitte Stoke City et rejoint Swansea City.

### En sélection
Josh Tymon joue trois matchs avec l'équipe d'Angleterre des moins de 17 ans.
Tymon représente également les moins de 20 ans, faisant un total de cinq apparitions avec cette sélection, toutes en 2017 et en tant que titulaire.